# A Vitória da Cruz (canção de Diante do Trono)
"A Vitória da Cruz" essa música versa sobre A Morte de Jesus
Essa música foi gravada em alguns albúns como Águas Purificadoras, Brasil Diante do Trono, Com Intensidade